# Искендеров, Ахмед Ахмедович
Ахме́д Ахме́дович Искенде́ров (азерб. Əhməd Əhməd oğlu İsgəndərov; 23 ноября 1927, с. Мардакяны, Азизбековский район, Азербайджанская ССР, СССР — 13 октября 2017, Москва, Россия) — советский и российский историк и востоковед-японист, специалист по средневековой истории Японии. Доктор исторических наук, профессор. Член-корреспондент РАН (член-корреспондент АН СССР с 1979 года). Главный редактор журнала «Вопросы истории».

## Биография
Родился 23 ноября 1927 года в селе Мардакяны Азизбековского района Азербайджанской ССР. В 1940 году после смерти матери переехал в Баку, где продолжил учиться в средней школе № 8.
В 1943 году поступил в Бакинский архитектурный техникум, где проходил обучение в течение 1 года. В 1944 году перевёлся в только что созданное Военно-морское подготовительное училище. В июле 1945 года поступил на японское отделение Военного института иностранных языков в Москве, был выпущен в звании старшего лейтенанта (1950). Два года работал в Военном институте иностранных языков. В 1953 году поступил в аспирантуру Института народов Азии Академии наук СССР. В 1955 году окончил философский факультет МГУ им. М. В. Ломоносова. В 1958 году в Институте востоковедения АН СССР защитил диссертацию на соискание учёной степени кандидата исторических наук по теме «Феодальный город Японии XVI столетия». В 1969 году там же защитил диссертацию на соискание учёной степени доктора исторических наук по теме «Вопросы развития современных национально-освободительных революций»
С 1958 по 1965 год работал в журнале «Проблемы мира и социализма», издававшемся в Праге, на должностях: редактор-консультант, заместитель заведующего отделом (1958—1960), заведующий отделом (1963—1965). В 1965—1968 годах работал в отделе информации при ЦК КПСС; эксперт-консультант МИД СССР (1969—1970). В 1968 году был переведён на должность заместителя директора Института международного рабочего движения, с 1972 года — заместитель директора Института всеобщей истории. В 1972—1997 годах заведовал кафедрой всеобщей истории Университета дружбы народов. В 1970 году утверждён в звании профессора, 15 марта 1979 года избран членом-корреспондентом АН СССР по Отделению истории. С 1987 года — главный редактор журнала «Вопросы истории».
Основные направления научной деятельности — всеобщая история, востоковедение, средневековая история Японии.
Член президиума Российского комитета XXI века.
Был женат. Дочь — Марина Ахмедовна Лагода (род. 1955) — историк; сын — Пётр Искендеров (род. 1966) — кандидат исторических наук, старший научный сотрудник Отдела истории славянских народов Юго-Восточной Европы в Новое время Института славяноведения РАН.
Похоронен в Москве на Введенском кладбище (участок 8).

## Награды и звания
Награждён орденом «Знак Почёта» (1987). Удостоен звания «Заслуженный деятель науки РСФСР» (1978).

## Основные работы
- Искендеров А. А. Феодальный город Японии XVI столетия. — М., 1962.
- Искендеров А. А. Национально-освободительное движение: проблемы, закономерности, перспективы. — М., 1970.
- Искендеров А. А. Третий мир: проблемы и перспективы / (на многих языках, в соавт.). — М., 1972—1974.
- Искендеров А. А. Африка: политика, экономика, идеология (на англ. и фр. яз.). — М., 1973—1976.
- Тоётоми Хидэёси. — М., 1984;
- Искендеров А. А. Освободившиеся страны на пороге XXI в. — М., 1988.
- Искендеров А. А. История и общество. — М., 1988.
- Энциклопедический словарь юного историка / отв. ред. А. А. Искендеров. — 2-3 изд. — М.: Педагогика, 1994, 1997.
- Закат империи. — М., 2001.
- Вигасин А. А., Годер Г. И., Свенцицкая И. С. Всеобщая история. История Древнего мира. 5 класс / Под ред. Искендерова А. А.. — 13-е стереотипное изд. — М.: Просвещение, 2022. — 303 с. — ISBN 978-5-09-067830-8.

Статьи
- Искендеров А. А. Российская монархия: реформы и революции // Вопросы истории. — 1993—1995.
- Искендеров А. А. Историческая наука на пороге XXI в // Вопросы истории. — 1996. — № 4.